# 林子豪 (藝人)
林子豪（1987年5月29日—），藝名虎牙，為台灣Channel V節目《模范棒棒堂》兩屆成員兼出道組合模范三軍成員之一。以精通多種舞蹈聞名，亦有Beatbox的特技，對於表演設計也相當有心得，故這些特長為他在多個淘汰賽及選拔賽中獲得極佳的成績跟口碑。不擅詞令的缺點曾為他在節目初期蒙上「背景」之名，並成為節目效果之一。但在加入第二屆模范棒棒堂之後因成為節目重心而漸有改善。曾經於節目中親自透露過曾患上自閉症，但加入節目時已經治癒。目前是個商務執行董事行銷長。

## 個人背景

### 学历
- 育達商職(2006年畢業)
- 黎明技術學院
- 醒吾技術學院

## 經過
虎牙為《模范棒棒堂》節目中的第一代「底迪」，擅長Popping、街舞舞蹈及beat-box。虎牙在節目中一直都表現平穩。但因為各種因素，並未入選Lollipop棒棒堂和棒棒堂二軍。而第一屆《模范棒棒堂》正式畢業後，虎牙因為才藝出眾，所以破例和第七代「底迪」小樂一同留在第二屆《模范棒棒堂》節目當中。
於2009年2月15日的《模范棒棒堂》錄影中公佈虎牙成為模范三軍參與Lollipop棒棒堂2009年中巡迴演唱會的成員，成員共有五名。其中兩名由節目中選出（另外一位為阿），另外三名則會在外面尋找。

## 參與節目及表演
- Channel V
  - 第一屆《模范棒棒堂》（成員）第二代(2006年10月16日－2008年8月29日)
  - 第二屆《模范棒棒堂》（成員）過渡成員(2008年9月8日－2009年2月27日)
  - 第三屆《模范棒棒堂》（成員）回歸成員(2009年3月2日－2010年7月30日)
  - 《我愛黑澀棒棒堂》
  - 《VJ普普風》

## MV
| 歌手       | MV名稱       | 首播時間                     | 首播頻道          | 參與成員                |
| ---------- | ------------ | ---------------------------- | ----------------- | ----------------------- |
| 小傑、王子 | 《舞可取代》 | 2010年7月8日晚上十時五十五分 | Channel V（台灣） | 小傑、王子、 傳奇星藝人 |

## 外部連結
- 虎牙個人臉書 （页面存档备份，存于）
- 虎牙個人微博 （页面存档备份，存于）